# Jaitāran
Jaitāran är en ort i Indien.   Den ligger i distriktet Pāli och delstaten Rajasthan, i den nordvästra delen av landet, 400 km sydväst om huvudstaden New Delhi. Jaitāran ligger 306 meter över havet och antalet invånare är 21 403.
Terrängen runt Jaitāran är mycket platt. Runt Jaitāran är det ganska tätbefolkat, med 155 invånare per kvadratkilometer. Jaitāran är det största samhället i trakten. Trakten runt Jaitāran består till största delen av jordbruksmark.